# Rhodotorula sonckii
Rhodotorula sonckii är en svampart som först beskrevs av Hopsu-Havu, Tunnela & Yarrow, och fick sitt nu gällande namn av Rodr. Mir. & Weijman 1988. Rhodotorula sonckii ingår i släktet Rhodotorula, ordningen Sporidiobolales, klassen Microbotryomycetes, divisionen basidiesvampar och riket svampar.   Inga underarter finns listade i Catalogue of Life.